# ウーシマー旅団

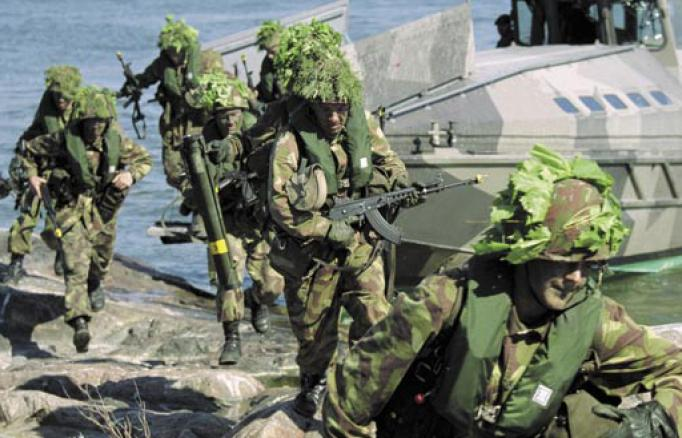
ウーシマー旅団

ウーシマー旅団（ウーシマーりょだん、フィンランド語: Uudenmaan Prikaati, UudPr、スウェーデン語: Nylands Brigad, NylBr）は、フィンランド共和国ウーシマー県ドラグスヴィークに駐屯するフィンランド海軍の沿岸防備旅団である。

## 概要
エケネース沿岸大隊およびヴァーサ沿岸大隊の2個大隊および支援部隊から編成されており、上陸用舟艇を用いた両用戦訓練も行われている。なお、部隊所在地にはスウェーデン語話者が多いため、部隊内ではスウェーデン語も使用される。
部隊の前身はスウェーデン王グスタフ2世アドルフによって1626年に設立されたニューランド連隊 (Nyland) にまで遡ることができる。

## 部隊編成
- 旅団本部
- ヴァーサ沿岸猟兵大隊（歩兵）
  - 大隊本部
  - 沿岸猟兵中隊
  - 迫撃砲中隊
  - 工兵中隊
- エケネース沿岸大隊（砲兵及びミサイル）
  - 大隊本部
  - 第1沿岸防備中隊
  - 第2沿岸防備中隊
  - 両用戦学校
- 補給センター

## 主要装備
- シス・パシ装輪装甲車
- ユルモ型上陸用舟艇
- ウイスコ型上陸用舟艇
- G型上陸用舟艇
- 130 K 90-60 130mmカノン砲（英語版）
- Rk 95 Tp小銃（英語版）
- Kvkk 62軽機関銃（英語版）
- 81 KRH 71 Y 81mm迫撃砲（英語版）
- 120 KRH 92 120mm迫撃砲（英語版）
- スパイクER対戦車ミサイル

## 参考資料
- *荒木雅也「各国の海兵隊〈4〉」『PANZER』第548号、アルゴノート社、2014年1月、52-57頁。